# Луцкий, Михаил Соломонович
Михаил Соломонович (Моисей Шлёмович) Луцкий (10 октября 1902 — 1976) — советский архитектор.

## Биография
Родился 10 октября (по старому стилю) 1902 года в Харькове, в семье харьковского мещанина Шлёмы Мееровича Луцкого (1867—?) и Таубы Яковлевны Луцкой (в девичестве Бильфельд, 1870—?), заключивших брак там же 15 августа 1889 года.
Был автором научных трудов и учебников. Награждён медалью «За доблестный труд в Великой Отечественной войне 1941—1945 гг.».
- Окончил архитектурное отделение Технологического института в 1926 г.
- Работал в институте «Хартранспроект»
- Преподавал в ХИИТе и ХИСИ
- Автор и соавтор ряда проектов жилых домов, объектов социально-культурного назначения в Харькове и других городах Украины и России, в том числе Курского вокзала в Москве
- Победитель многих архитектурных конкурсов.